# Primani

Schild van de Primani volgens de Notitia Dignitatum.

De Primani waren een legio Palatina van het Laat-Romeinse leger. Ze waren actief in de vierde en vijfde eeuw.

## Geschiedenis
Ze vochten tegen de Alemannen onder de Caesar Julianus tijdens de slag bij Straatsburg (357). Ze waren opgesteld in het midden van de tweede linie van de Romeinse formatie, met drie eenheden auxilia palatina links van hen en nog drie andere, samen met Regii en Batavi rechts van hen. Tijdens de slag werd de voorste Romeinse linie doorbroken door de grote druk van de Alemannische infanterie, waardoor ze nu de Primani konden aanvallen. De soldaten weerstonden de aanval en begonnen de vijand terug te drukken, waardoor de Alemannen op de vlucht sloegen.
De Notitia Dignitatum vermeldt het bestaan van de Primani iuniores onder leiding van de comes Britanniarum, wat betekende dat ze in de comitatus van Gallië zaten. In het oosten stond er een legioen Primani onder leiding van de tweede magister militum praesentalis.